# Mima Jaušovec
Mima Jaušovec (Maribor, Yugoslavia, 20 de julio de 1956) es una extenista eslovena, campeona del torneo Roland Garros. 

## Biografía
Nació en Maribor, ciudad de la extinta Yugoslavia (actual Eslovenia). Ganó varios Grand Slam en categoría júnior, dando el salto al profesionalismo en 1975. Alcanzaría sus mayores éxitos en Roland Garros cuando ganó el torneo en 1977 ante la rumana Florenta Mihai; jugó dos finales más, perdiendo en 1978 ante la también rumana Virginia Ruzici y en 1983 ante la estadounidense Chris Evert. Además, en 1978 gana el torneo en la modalidad de dobles haciendo pareja con la rumana Ruzici.
Participó en los Juegos Mediterráneos de 1979 celebrados en Split (entonces Yugoslavia, actual Croacia), en donde Jaušovec ganaría la medalla de oro tanto en individuales frente a la italiana Daniela Porzio y en dobles, formando pareja con Renata Šašak, frente a las española Mónica Álvarez y Betona Pellón.
Se retiró en 1989. Ganó 5 torneos individuales y 11 en dobles, alcanzando el puesto número 6 del ranking de la WTA. 
Tras su retirada deportiva, entró en política.

## Carrera

### Torneos de Grand Slam

#### Campeonato en individuales(1)
| Año  | Campeonato    | Oponente en la Final | Resultado     |
| 1977 | Roland Garros | Florenta Mihai       | 6–2, 6-7, 6–1 |

#### Finalista en individuales(2)
| Año  | Campeonato    | Oponente en la Final | Resultado |
| 1978 | Roland Garros | Virginia Ruzici      | 2-6,2-6   |
| 1983 | Roland Garros | Chris Evert          | 1-6, 2-6  |

#### Campeonato en dobles (1)
| Año  | Campeonato    | Compañera       | Rivales                     | Resultado     |
| 1978 | Roland Garros | Virginia Ruzici | Lesley Turner Gail Sherriff | 5-7, 6-4, 8-6 |

#### Finalista en dobles (1)
| Año  | Campeonato | Compañera       | Rivales                   | Resultado        |
| 1978 | Wimbledon  | Virginia Ruzici | Kerry Reid Wendy Turnbull | 6-4, 8-9(8), 3-6 |

### Títulos

#### Individuales (5)
| Clasificación        |
| Grand Slam (1)       |
| WTA Championship (0) |
| Tier I (0)           |
| Tier II (0)          |
| Tier III (0)         |
| Tier IV (0)          |
| Tier V (0)           |
| VS (4)               |

| Títulos por superficie |
| Cemento (0)            |
| Tierra (4)             |
| Hierba (0)             |
| Moqueta (1)            |

| Nº | Fecha                | Torneo        | Superficie | Rival           | Resultado     |
| 1. | 23 de mayo de 1976   | Roma          | Tierra     | Lesley Hunt     | 6-1, 6-3      |
| 2. | 16 de agosto de 1976 | Toronto       | Tierra     | Lesley Hunt     | 6–2, 6-0      |
| 3. | 23 de mayo de 1977   | Roland Garros | Tierra     | Florenta Mihai  | 6-2, 6-7. 6-1 |
| 4. | 15 de mayo de 1978   | Hamburgo      | Tierra     | Virginia Ruzici | 6–2, 6–3      |
| 5. | 1 de marzo de 1982   | Los Ángeles   | Moqueta    | Sylvia Hanika   | 6-2, 7–6      |

#### Finalista (9)
- 1974: Kitzbühel, pierde ante Mirka Kozeluhova
- 1977: Charlotte, pierde ante Martina Navratilova
- 1978: Roland Garros, pierde ante Virginia Ruzici
- 1981: Boston, pierde ante Chris Evert
- 1981: Brighton, pierde ante Sue Barker
- 1982: Detroit, pierde ante Andrea Jaeger
- 1982: Dallas, pierde ante Andrea Jaeger
- 1983: Roland Garros, pierde ante Chris Evert
- 1985: Bergenz, pierde ante Virginia Ruzici

### Juegos Mediterráneos

#### Split 1979
| N.º | Año  | Torneo                        | Oponente en la final | Resultado     |
| 1.  | 1979 | Juegos Mediterráneos de Split | Daniela Porzio       | 6-1, 2-6, 6-1 |